# Josef, Jakobs son

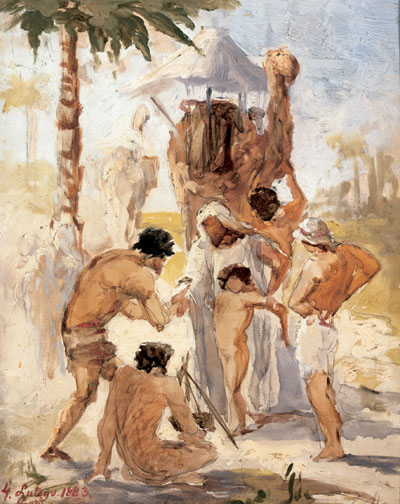
Josef säljs av sina bröder, av Anna Bilińska-Bohdanowiczowa, 1883.

Josef (hebreiska: יוֹסֵף, "Han (JHVH) skall föröka / Yahweh förökar"), är huvudpersonen i den berättelse som avslutar Bibelns Första Mosebok. Han räknades som far till Manasse och Efraim och sades vara Jakobs elfte son och Rakels förste.
Josef är en av de mest kända personerna i Gamla Testamentet, berömd för sin färggranna dräkt och sin gudomliga förmåga att kunna tolka drömmar. På grund av svartsjuka från hans bröder kom han att säljas som slav till Egypten. Han kom att arbeta under den egyptiske hovmannen Potifar, men befriades och blev chefsrådgivare till den egyptiske faraon. 
Josef begravdes i närheten av Nablus enligt biblisk tradition

## Josef enligt Bibeln

### Tidigt liv och slaveri
Jakobs elfte son och den äldre av Rakels två söner föddes i Haran. Josef var mycket omtyckt av sin far och denne lät göra en fotsid dräkt åt honom. Denna favorisering väckte dock hans äldre bröders avund och Josef ökade på den genom att berätta om två drömmar han haft, vilka förutsade han skulle komma att härska över bröderna (1 Mos. 37:5–8).
Som en ung man på sexton eller sjutton år skickades Josef ut av sin far till sina bröder, som vaktade fåren i Nablus. När bröderna såg honom komma planerade de att döda honom och kasta honom i en brunn. Men Ruben ville skydda honom från brödernas ilska och rådde dem att kasta honom i brunnen men inte döda honom (1 Mos 37:22). Han tänkte rädda Josef och ta med honom tillbaka till Jakob senare.
Olika berättelser finns om då Josef såldes; enligt en skulle bröderna, medan de åt långt borta från brunnen, fått syn på en karavan av ismaeliter, till vilka de då beslutade sälja Josef. Samtidigt passerade några midjaniter brunnen och drog upp Josef för att sälja honom till ismaeliterna för tjugo silvermynt. Ismaeliterna skulle sedan ha fört honom till Egypten och sålt honom till hovmannen Potifar (1 Mos. 37).

### Fängelse

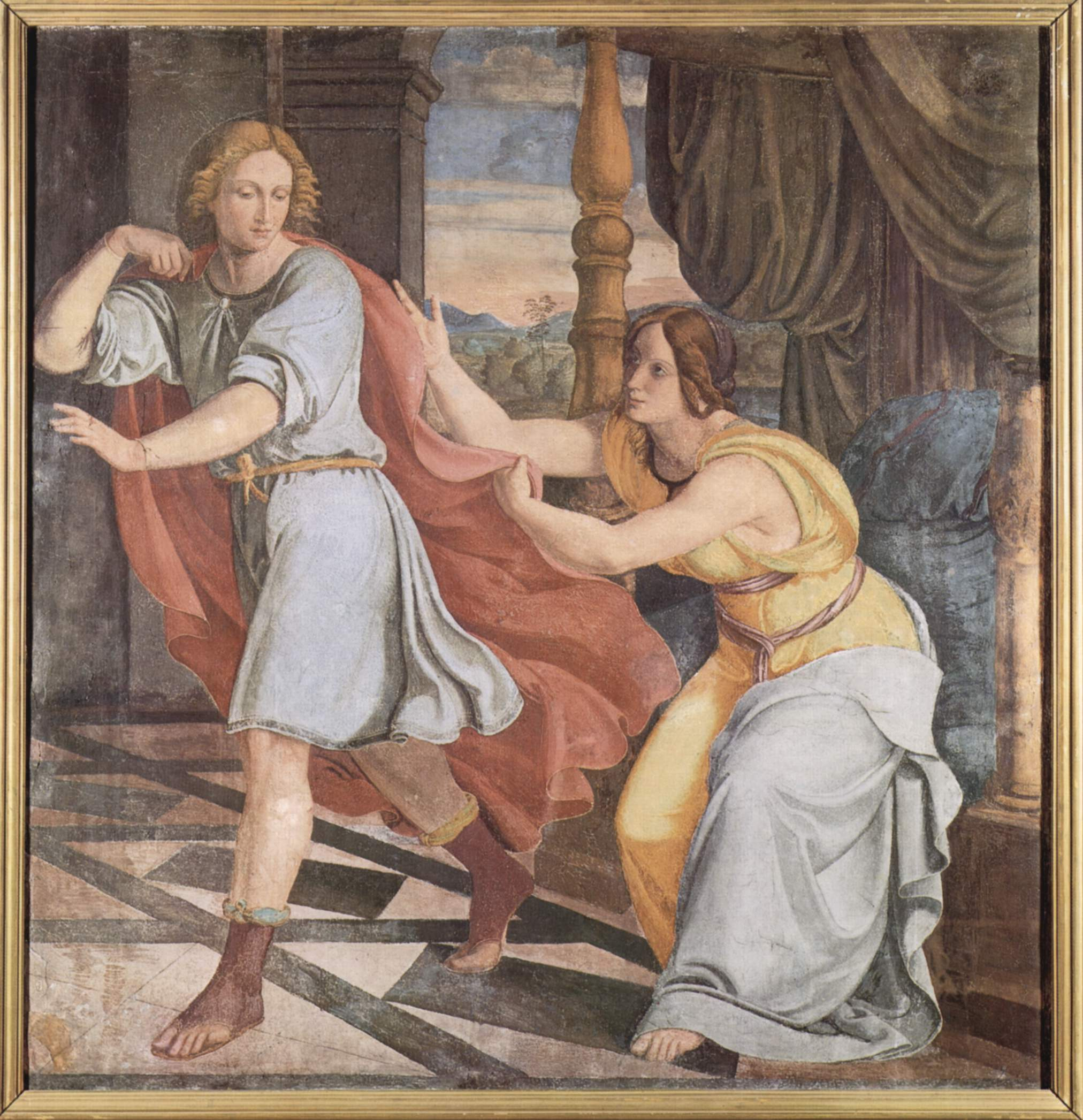
Josef och Potifars hustru, av Philipp Veit 1816–1817.

I Potifars hus klarade sig Josef bra – han arbetade hårt och ansträngde sig i allt han gjorde, vilket imponerade på hovmannen, som utsåg honom huvudföreståndare för hushållet. Men Josef var en "behaglig och väl gynnad person" och hans herres hustru blev förälskad i honom. När hennes upprepade närmanden avvisades, försökte hon till sist med tvång, men misslyckades och anklagade då honom på falska grunder inför sin man och Josef kastades i fängelse.
Även där var Gud med Josef; fångvaktaren, som såg att han kunde lita på Josef, lät honom ha ansvar över de övriga fångarna. Snart kastades två av faraos tjänstemän i fängelset där Josef satt inlåst, kungens munskänk och bagare; och han utsågs att tjäna dem.
En förmiddag berättade båda tjänstemännen för Josef om sina drömmar från föregående natt, som de själva inte kunde tolka. Josef tolkade deras drömmar och sa att den ene av dem, munskänken, skulle återinföras inom tre dagar och att bagaren skulle hängas. Josef bad munskänken nämna honom för farao, för att därmed säkra sin frigivning från fängelset; men tjänstemannen som återinfördes i ämbetet glömde bort honom.
Josef satt ytterligare två år i fängelse. Farao hade en olustig dröm om sju fula och magra kor som åt upp sju vackra och feta kor vid strandgräset vid Nilen. Stor vikt lades vid drömmar i Egypten, och farao blev mycket orolig då hans magiker var oförmögna att tolka dem på ett tillfredsställande sätt.
Då mindes munskänken Josef och talade om hans drömtydningar inför farao. Det sändes ett bud efter honom och han tolkade faraos dröm som en förutsägelse att det efter sju års överflöd skulle komma sju år av hungersnöd, och uppmanade kungen att utnämna någon som kunde lagra överskottet av spannmål under perioden av överflöd. Nöjd med tolkningen gjorde farao Josef till vicekonung över Egypten och gav honom hedersnamnet Safenat Paneach.
Kort därefter gifte sig Josef med Asenat, dotter till Poti Fera, prästen i On, med vilken han snart fick två söner, Manasse och Efraim (1 Mos. 41:45).
Förförelse-episoden med Potifars fru har en parallell i den egyptiska "Berättelsen om de två bröderna" (återfinns i Orbiney-papyrusen), och Josefs historia återberättas i sin tur i Koranens sura Yusuf.

### Vicekonung av Egypten
Under de sju åren av överflöd samlade Josef ett stort utbud av livsmedel och spannmål, vilket han sålde till både egyptier och utlänningar (1 Mos. 41:48–49, 41:54–57). Svälten hade utvidgats till att omfatta alla grannländer och orsakade alla Josefs bröder med undantag av Benjamin att fara till Egypten på jakt efter vete. Josef kände igen sina bröder, vilka bugade sig för honom och därmed uppfyllde hans tidigare drömmar. Han tog emot dem kyligt och anklagade dem för att vara spioner, för att på så sätt få uppgifter om sin familj. Med längtan efter att få se Benjamin krävde Josef att de skulle underbygga sina påståenden, genom att skicka en av dem efter Benjamin medan de andra hölls kvar. Han höll dem fängslade i tre dagar och sände därefter iväg dem med vete, men behöll Simeon som gisslan. Hungersnöden i Kanaan fortsatte och Jakob blev återigen tvungen att skicka sina söner till Egypten för att köpa säd. Då Josef hade befallt dem att inte framträda inför honom igen utan att ha Benjamin med sig, tvingades Jakob att låta Benjamin följa med. Han skickade även med en present till Josef för att vinna fördel, tillsammans med de pengar vilka enligt Josefs order stoppats ned i deras säckar.

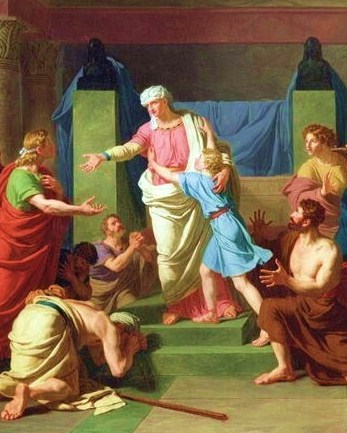
Josef återförenas med sina bröder. Charles Thevinin 1798

### Bekännelsen inför bröderna
Den andra gången tog Josef emot dem mycket vänligt och förberedde en fest för dem, men ägnade särskild uppmärksamhet åt Benjamin. Önskandes att få veta vad bröderna skulle göra om han under några förevändningar skulle behålla Benjamin, beordrade Josef sina tjänare att fylla brödernas säckar med säd, lägga deras pengar däri och hans silverbägare i Benjamins. Morgonen därpå avvek bröderna, men de hade inte hunnit långt förrän en budbärare hann upp dem och anklagade dem för att ha stulit silverbägaren. Budbäraren sökte igenom deras säckar och hittade bägaren i Benjamins säck, vilket tvingade dem att återvända. Josef förebrådde dem för vad de hade gjort, och Juda, som talade för sina bröder, förklarade sig villiga att stanna kvar som slavar till Josef. Josef avböjde dock erbjudandet och förklarade att han endast skulle behålla Benjamin. Tagen av Judas vältaliga vädjan (1 Mos. 42:18–34) och övertygad av sina bröders ånger, bekände Josef slutligen vem han var. Han frågade efter sin far, men då de var alldeles för mållösa och förfärade att svara honom försäkrade han dem om att de enbart utfört Guds vilja, genom att ha behandlat honom såsom de gjort.
Josef träffade sin far i landet Gosen. Då han hörde om sin faders sjukdom gick Josef till honom med sina två söner, vilka Jakob välsignade. Josef tog Jakobs kvarlevor till Kanaan där han gav honom en ståtlig begravning. Hans bröder, fruktande att han bara väntat tills efter sin fars död för att hämnas på dem, bönföll honom om hans förlåtelse. Josef undanröjde deras rädsla och lovade att han skulle sörja för deras barn.
Han levde till en ålder av etthundratio, och såg sina barnbarnsbarn växa upp. Före sin död fick han israeliterna att avlägga en ed att när de lämnade Egyptens land skulle ta hans ben med sig. Hans kropp balsamerades och placerades tillfälligt i en kista. Vid Uttåget ur Egypten medförde Moses hans ben, och de begravdes slutligen i Sikem nära Nablus.

## Josef i Koranen

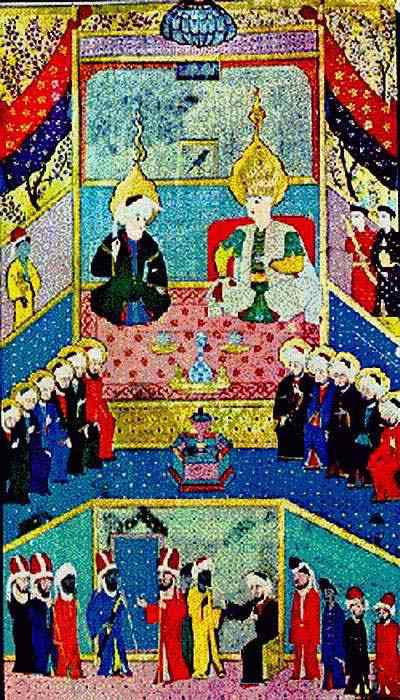
Josef med sin far Jakob och sina bröder i Egypten. Ottomansk illustrerad handskrift från 1583.

Gestalten Josef från de bibliska texterna är densamme Yusuf som återfinns i Koranen. Återgivningen av hans historia skiljer sig dock på vissa punkter mellan Koranens version och Gamla Testamentets.
Koranens berättelse om Josef och Potifars hustru avviker exempelvis på många punkter från den äldre, judiska texten. I den judiska texten kastas slaven Josef i fängelse sedan han avvisat sin egyptiske herres hustrus sexinviter och hon därvid anklagat honom för våldtäktsförsök (1 Mos 39:11–20). I Koranen förstår Josefs ägare att hustrun ljugit då Josefs skjorta rivits itu bakifrån och inte framifrån. Mannen utbrast: "Här ser vi kvinnans list!", tillrättavisade sin hustru och krävde att hon skulle be om förlåtelse. Men sedan började stadens kvinnor skvallra om händelsen. Josefs ägares hustru bjöd därför hem ett antal kvinnor, och de kände alla samma lust till honom när de såg hur vacker han var. Hon gjorde anspråk på honom igen tillsammans med flera av väninnorna och hotade med fängelse när han nekade. Då sade Josef till Gud att han hellre skulle ta fängelsestraffet bara Gud räddade honom ur deras snaror, särskilt som han befarade att han kunde ge efter för dem. Gud befriade honom, och hans ägare ansåg honom uppenbarligen oskyldig igen, men trots alla bevis "ansåg de (ändå) bäst att för en tid sätta honom i fängelse" (Koranen 12:23–35).

## Den historiske Josef
Enligt traditionell judisk historieskrivning föddes Josef i Harran år 1562 f.Kr (2199 i judiska kalendern) och dog i Egypen år 1452 f.Kr (2309 i judiska kalendern).  Andra forskare menar att han troligen levde under Hyksos-eran eller Mellersta riket (1650–1550 f.Kr.).[källa behövs] Egyptologen David Rohl föreslår i sin bok Pharaohs and Kings en alternativ kronologi för Gamla Testamentet. Rohl anser att Josef var chefsrådgivare under styre av farao Amenemhet III (1844–1797 f.Kr. ). Andra författare har placerat honom ännu tidigare, på grund av den berömda inskriften från övre Egypten vilken nämner en sjuårig hungersnöd under tiden för farao Djoser (2720–2700 f.Kr.) (tredje dynastin). Kristna forskare pekar på Thutmosis III (1479–1427 f.Kr.)  eller Amenhotep III (1391–1353 f.Kr.) som den möjlige farao. Thomas L.Thompson och andra bibelforskare inom den så kallade Köpenhamnsskolan menar att arkeologiska lämningar tyder på att bibelns berättelser i hög grad är uppdiktade och inte handlar om faktiska personer och händelser.